# The Middle
The Middle is een Amerikaanse komische televisieserie uit 2009 van ABC.

## Geschiedenis
Oorspronkelijk werd het programma in 2006 bedacht voor comédienne Ricki Lake, maar die plannen werden (tijdelijk) opgeborgen. In 2009 kwam de reeks toch op televisie, maar nu met Patricia Heaton in de hoofdrol.
Al na twee uitgezonden afleveringen werd een volledig seizoen besteld van 24 afleveringen. De serie werd redelijk positief onthaald door de pers en behaalde een gemiddelde score van 70 op Metacritic.
In Nederland was de reeks te zien op Comedy Central en vanaf 2014 op Fox. In België was de reeks in 2012 te bekijken op VT4, in 2013 op Q2 en vanaf 2018 op Comedy Central. Inmiddels zijn alle negen seizoenen te zien op de streaming dienst HBO Max.

## Verhaal
Het verhaal draait rond de familie Heck. Zij wonen in het fictieve stadje Orson in de Amerikaanse staat Indiana. Het gezin bestaat uit vijf personen: moeder Francis 'Frankie' Spence (Patricia Heaton) is getrouwd met Mike Heck (Neil Flynn). Mama Frankie werkt in een garage als verkoopster en vader Mike werkt in een groeve. Samen hebben ze drie kinderen: oudste zoon Axl (Charlie McDermott) is een tiener die aan alles een hekel heeft en altijd halfnaakt rondloopt; Sue (Eden Sher) is hun (beetje vreemde) tienerdochter die altijd in alles wil slagen, maar in alles wat ze probeert faalt en telkens het deksel op haar neus krijgt en jongste zoon Brick (Atticus Shaffer) is helemaal in zichzelf gekeerd en heeft als beste vriend zijn rugzak en zijn verbeelding.
Centraal staan de problemen van de kinderen en het leven van een gezin in de middenklasse in tijden van een economische crisis. Het verhaal wordt verteld vanuit het standpunt van moeder Frankie.

## Rolverdeling
| Acteur            | Rol          | Beschrijving personage |
| ----------------- | ------------ | --- |
| Patricia Heaton   | Frankie Heck | Moeder Frankie staat centraal in de show. Zij vertelt over haar ervaringen en hoe moeilijk het is om 3 kinderen op te voeden en te zorgen dat er elke dag eten op tafel staat. Ze werkt de eerste seizoenen als verkoopster in een garage, maar herschoolt zich dan en gaat dan werken als tandartsassistente.                                                                                 |
| Neil Flynn        | Mike Heck    | Mike is de nogal sarcastische vader van het gezin en neemt geen blad voor de mond. Hij is zeer direct, ook tegen zijn kinderen- iets wat moeder Frankie niet altijd kan appreciëren. |
| Charlie McDermott | Axl Heck     | Is de oudste zoon van het gezin. Hij is een rebellerende tiener die een hekel heeft aan alles en het liefst halfnaakt door het huis rondloopt, vaak tot ergernis van zijn moeder. |
| Eden Sher         | Sue Heck     | Sue is de enige dochter van het gezin en gedraagt zich nogal vreemd. Ze wil maar wat graag ergens bij horen en probeert elke week een nieuwe hobby uit, maar faalt in zowat alles wat ze doet. Frankie en Mike blijven haar wel door dik en dun steunen- al is dat niet altijd even makkelijk.                                                                                                 |
| Atticus Shaffer   | Brick Heck   | Brick is met zijn 7 jaar de benjamin van de familie. Brick is een introverte jongen, die geen nood heeft aan menselijk contact en in zijn eigen wereldje leeft. Hij leest dolgraag boeken en zijn beste vriend is zijn rugzak. Brick heeft ook de eigenschap tegen zichzelf te fluisteren, iets wat voor de buitenwereld heel vreemd is en waardoor hij maar weinig vriendjes heeft op school. |

## Dvd
Seizoenen 1 tot en met 4 zijn in Europa verkrijgbaar op dvd.
| Dvd                     | Reg. 1            | Reg. 2            | Aantal afleveringen |
| ----------------------- | ----------------- | ----------------- | ------------------- |
| Volledig eerste seizoen | 31 augustus 2010  | 12 september 2011 | 24                  |
| Volledig tweede seizoen | 27 september 2011 | 5 november 2012   | 24                  |
| Volledig derde seizoen  | 8 oktober 2013    | 21 december 2013  | 24                  |
| Volledig vierde seizoen | 25 februari 2014  | 1 september 2014  | 24                  |
| Volledig vijfde seizoen | 7 oktober 2014    | -                 | 24                  |